# 狭山環状有料道路

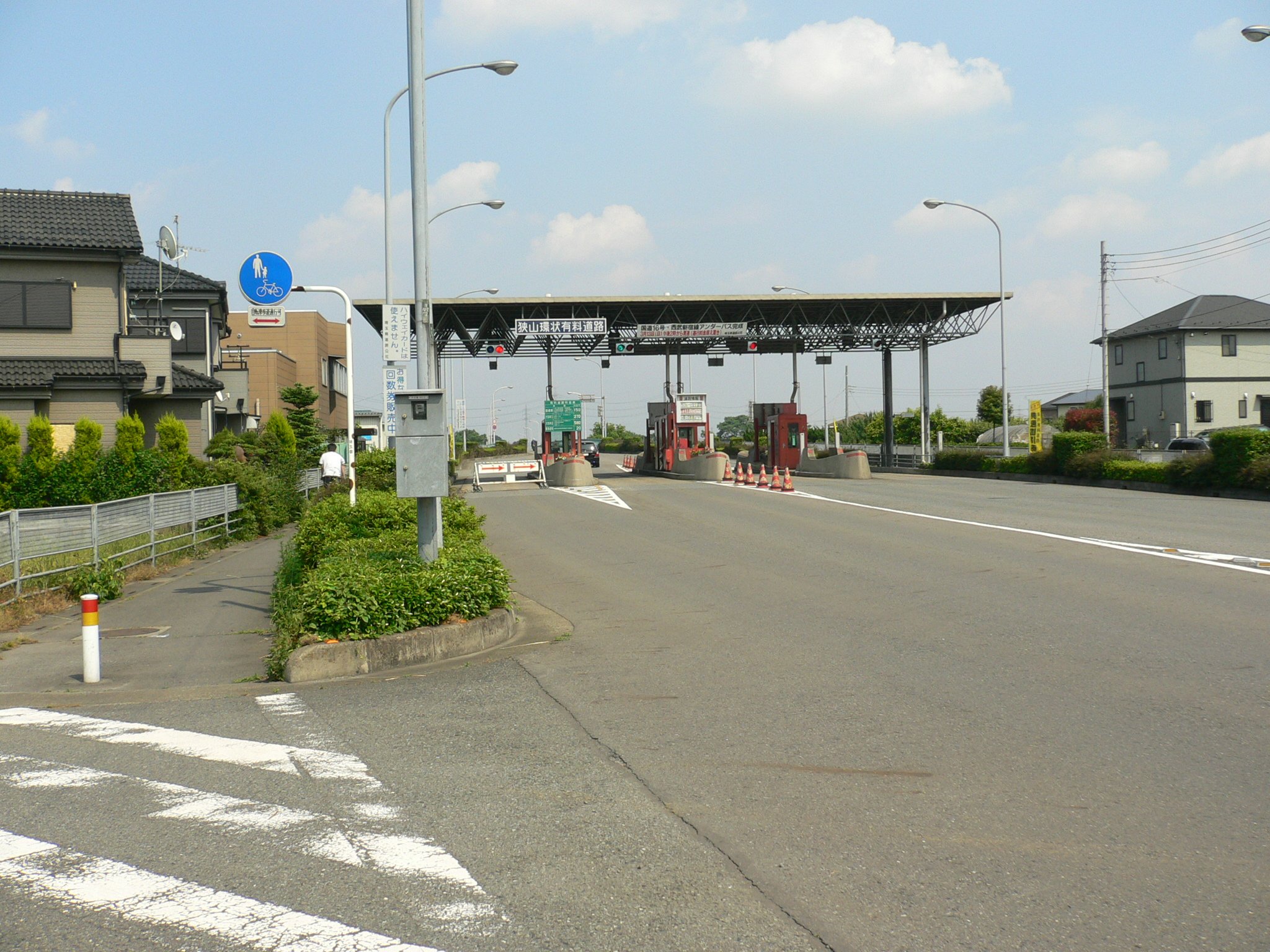
かつての料金所）

狭山環状有料道路（さやまかんじょうゆうりょうどうろ）は、埼玉県狭山市沢から入間川を渡り、同市柏原に至る、1.8キロメートルのかつての有料道路である。2車線で、第I区間と第II区間があり、両区間とも2021年（令和3年）7月28日に無料開放された。

## 歴史・概要
狭山市にあり、入間川と国道16号を横断する形で建設された道路である。
着工した1981年（昭和56年）当時は狭山市内の入間川には橋が4本しかなかったため、朝夕の通勤時間帯には慢性的な渋滞が起きていた。また、このうち2橋については、北から南に向かう一方通行方式となっていた。
そのため、国道16号を横断するまでに30分かかるような状況となり、地元住民などから料金を払ってでも渋滞を回避したいという要望が出た。そうした要望を受けて、狭山市が国や民間から資金の借り入れを行い、1987年（昭和62年）に開通させた道路である。こうした経緯から、2021年（令和3年）7月31日まで有料期間が設定されており、2013年（平成25年）度末時点で約32.5億円の未償還金が残っていた。
料金所は狭山大橋の柏原方に設けられていた。また、料金所付近の歩道にはドジョウ形の軽車両用料金箱が設置され、ドジョウの口に硬貨を入れる仕組みとなっていた。
狭山市や埼玉県に対する無料化要望もあったものの、未償還金が多くあることから、狭山市は受益者負担の原則を崩さず、無料化の具体化には至らないままであったが、料金徴収期間の満了に伴い2021年7月28日に無料開放された。
ナビタイムジャパンの交通コンサルティング事業は狭山環状有料道路の無料開放による交通影響調査を発表したところ、無料開放により国道16号を利用するドライバーの一部が旧狭山環状有料道路へ転換したことが推測され、国道16号の所要時間にも時間短縮の傾向がみられるとしている。

## 年表
- 1981年（昭和56年）11月1日 - 第I区間着工[5]。
- 1987年（昭和62年）
  - 3月27日 - 完成[5]。
  - 3月28日 - 第I区間供用開始[5]。
- 1997年（平成9年）12月18日 - 第II区間着工[5]。
- 2005年（平成17年）3月13日 - 第II区間開通[5]。
- 2021年（令和3年）7月28日 - 無料開放[1]。

## データ
| 第I区間料金表 |       |
| 車種          | 料金  |
| 普通車        | 150円 |
| 大型車I       | 280円 |
| 大型車II      | 600円 |
| 軽車両等      | 20円  |

（特記なき事項は、埼玉県道路公社を参照）

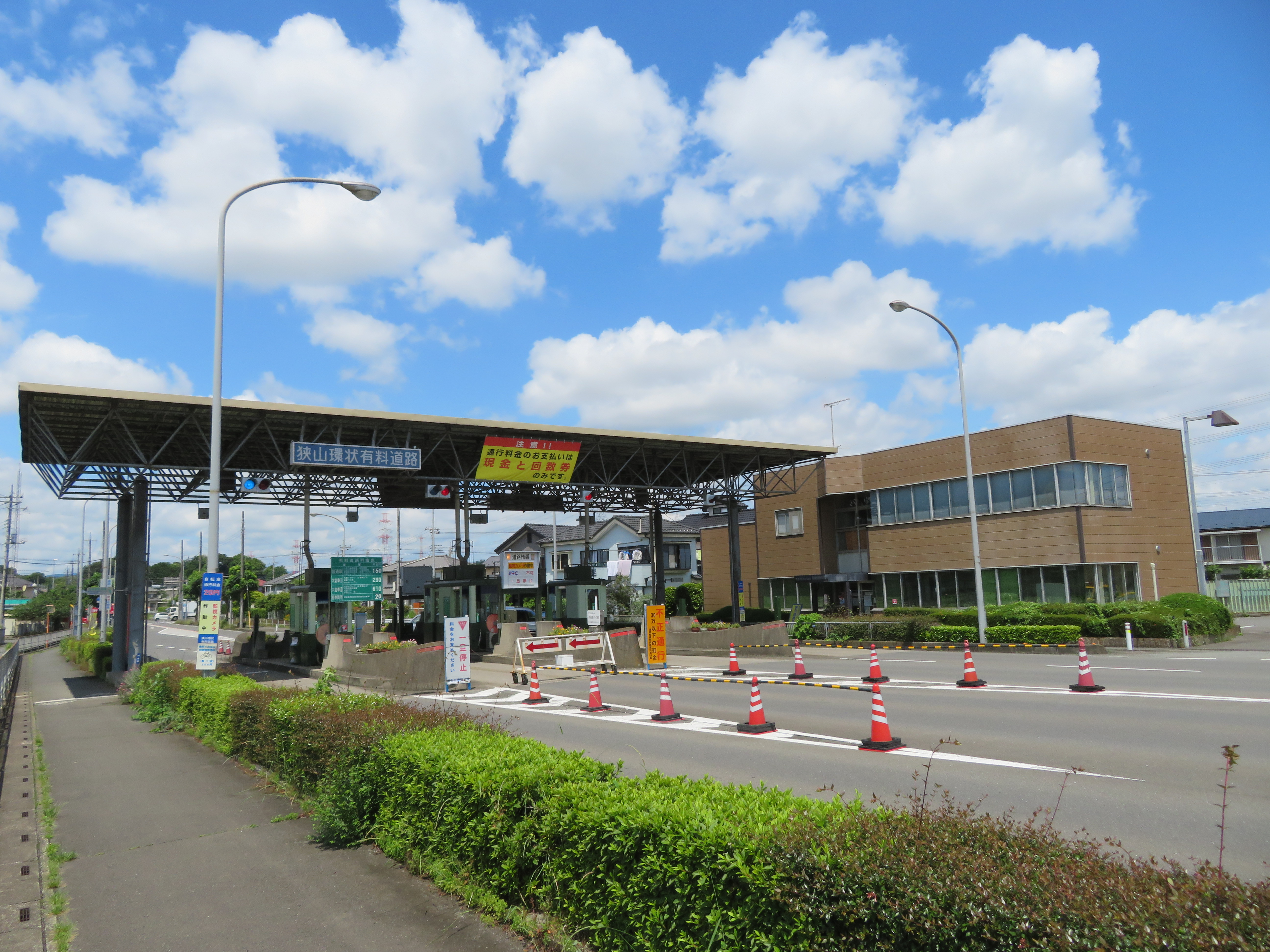
料金所と料金所事務所

- 路線名 埼玉県道397号堀兼根岸線・埼玉県道126号所沢堀兼狭山線
- 起点 埼玉県狭山市入間川
- 終点 埼玉県狭山市柏原
- 延長 1.8 km
- 規格 第3種第2級
- 車線数 2車線
- 車線幅員 3.25 m
- 設計速度 60 km/h
- 事業費 約56億円
- 通過台数 4,830台/日（2014年度）

首都圏中央連絡自動車道狭山日高インターチェンジから工業団地を抜け、交通量の多い国道16号を立体交差し狭山台を経由し、浦和所沢バイパス方面につなげるバイパスの一部となっている。

## 区間
- 埼玉県狭山市沢（西武新宿線陸橋下）
  - 埼玉県道126号所沢堀兼狭山線・埼玉県道397号堀兼根岸線重複区間（第II区間）
- 狭山市上奥富（国道16号交点）
  - 埼玉県道397号堀兼根岸線・狭山大橋（第I区間）
- 狭山市柏原

## 狭山トンネル

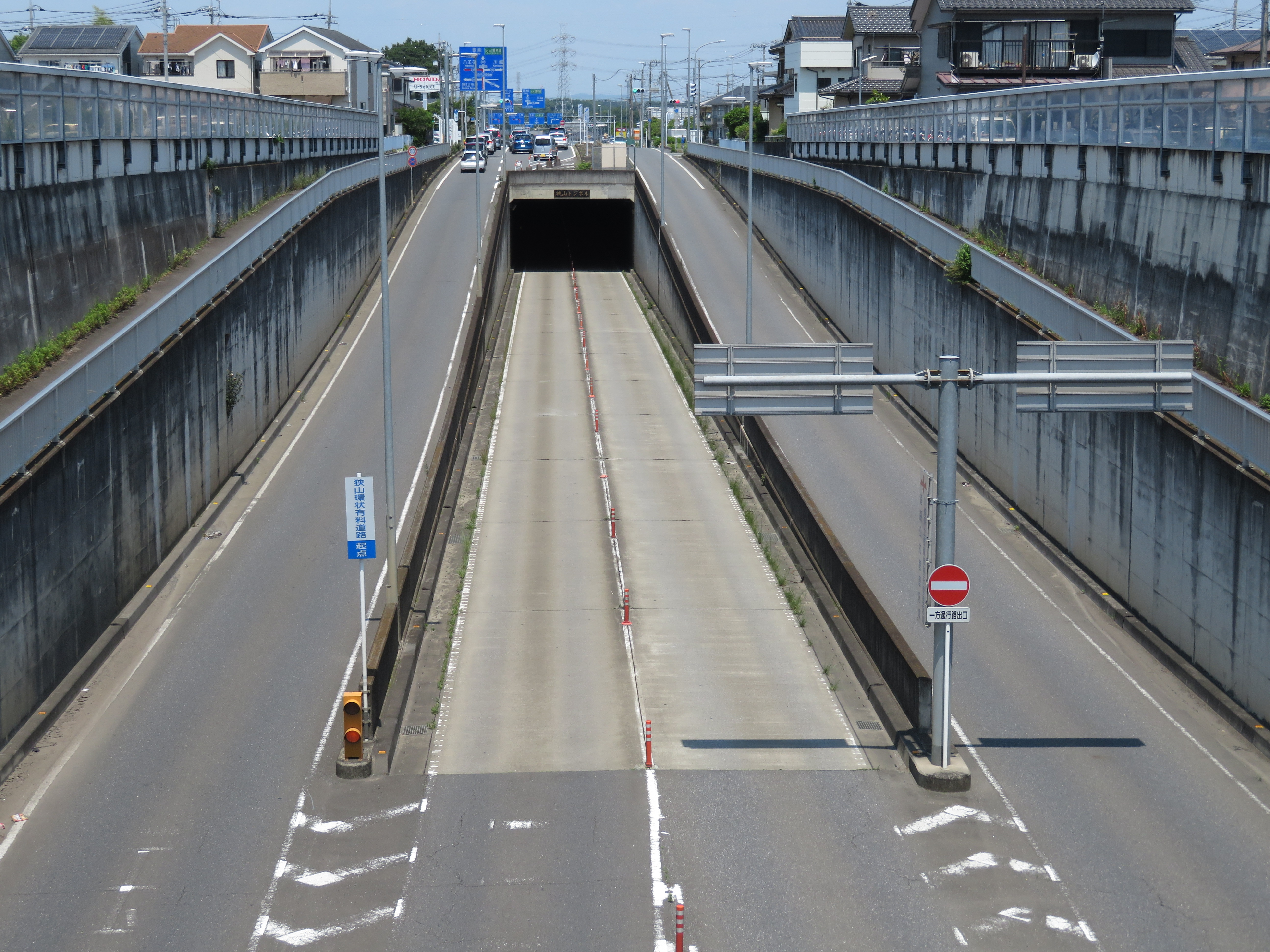
狭山トンネル （所沢方面側坑口付近）

第II区間の730メートルのうち、403メートルの区間がトンネル部分。埼玉県道340号中新田入間川線・国道16号の地下を通る「道路トンネル」である。なお、自転車は車道通行禁止で、歩道を走行する必要がある。